# Commission Barroso II
Pour les articles homonymes, voir Commission Barroso.

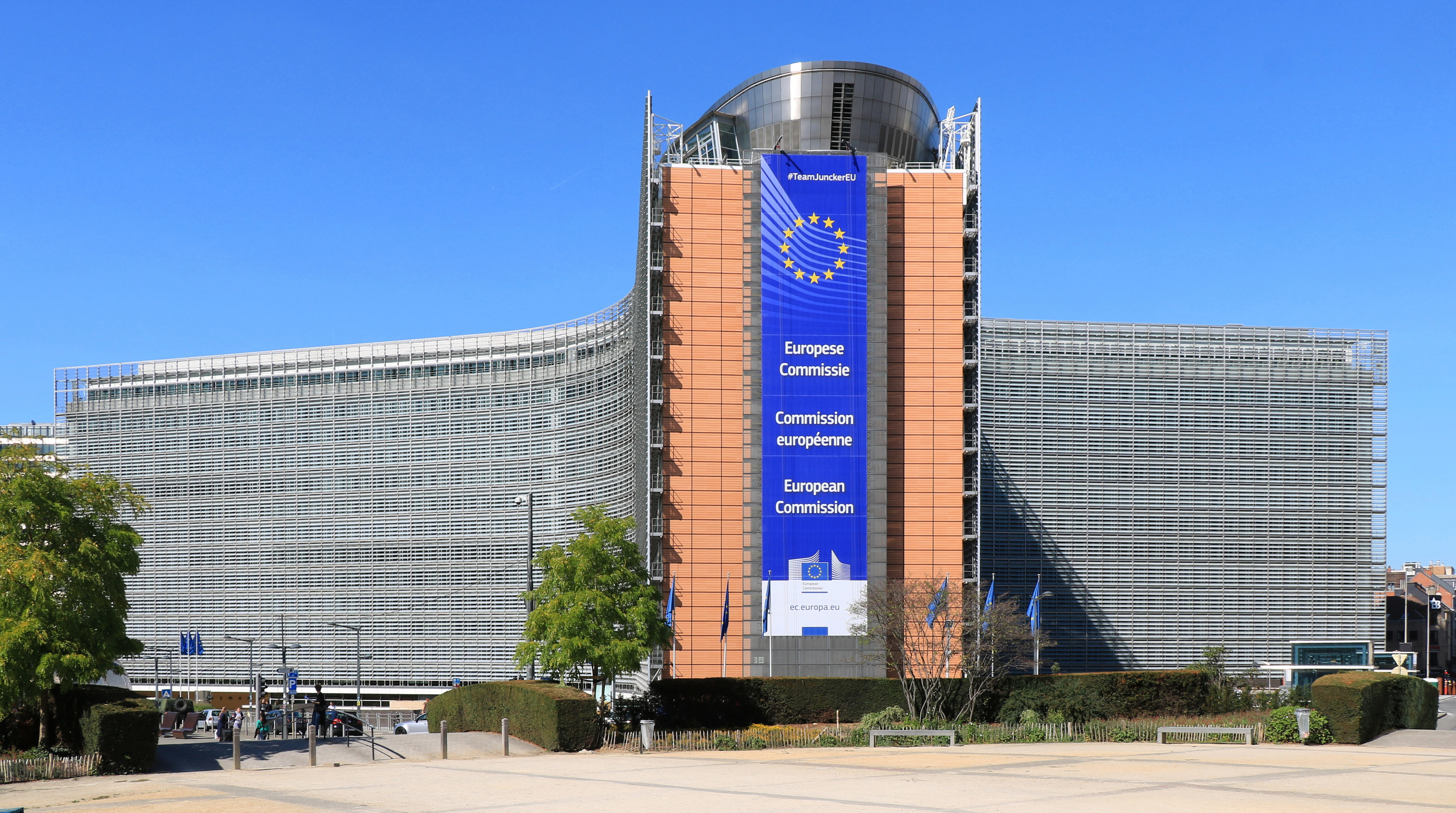
Siège de la Commission européenne à Bruxelles (Bâtiment Berlaymont).

La seconde commission Barroso est la commission européenne en fonction du 10 février 2010 au 31 octobre 2014 sous la présidence du Portugais José Manuel Durão Barroso, du Parti populaire européen. 
La commission Barroso comptait initialement 27 commissaires avant de passer à 28 le 1er juillet 2013 lors de l'adhésion de la Croatie à l'Union européenne.

## Formation
Le mandat de la première commission Barroso a pris fin le 31 octobre 2009, mais elle a continué à expédier les affaires courantes jusqu'au 10 février 2010.
Le 27 novembre 2009, José Manuel Durão Barroso a formé sa nouvelle Commission, qui a pris ses fonctions le 10 février 2010, à la suite des auditions de chacun des commissaires désignés. Ces auditions ont notamment mené au retrait de la candidate bulgare, Roumiana Jeleva, désignée pour l'Aide humanitaire, à la suite des critiques sur ses intérêts financiers et ses faibles compétences dans son domaine d'attribution.
Le collège a obtenu l'investiture du Parlement européen par 488 voix contre 137 et 72 abstentions.

## Membres de la Commission 2009-2014
| Portefeuilles À défaut, titre au sein de la Commission                                     | États membres      | Commissaire | Commissaire                                                          | Parti politique                        |
| ------------------------------------------------------------------------------------------ | ------------------ | ----------- | -------------------------------------------------------------------- | -------------------------------------- |
| Président de la Commission européenne                                                      | Portugal           |             | José Manuel Durão Barroso                                            | Parti social-démocrate                 |
| Vice-présidente Haut représentant pour les Affaires étrangères et la Politique de sécurité | Royaume-Uni        |             | Catherine Ashton                                                     | Parti travailliste                     |
| Vice-présidente Justice, Droits fondamentaux et Citoyenneté                                | Luxembourg         |             | Viviane Reding Martine Reicherts (à partir du 16 juillet 2014)       | Parti populaire chrétien-social        |
| Vice-président Concurrence                                                                 | Espagne            |             | Joaquín Almunia                                                      | Parti socialiste ouvrier espagnol      |
| Vice-président Transports                                                                  | Estonie            |             | Siim Kallas                                                          | Parti réformiste estonien              |
| Vice-président Société numérique                                                           | Pays-Bas           |             | Neelie Kroes                                                         | Parti populaire libéral et démocrate   |
| Vice-président Industrie et Entreprises                                                    | Italie             |             | Antonio Tajani Ferdinando Nelli Feroci (à partir du 16 juillet 2014) | Le Peuple de la liberté                |
| Vice-président Relations interinstitutionnelles et Administration                          | Slovaquie          |             | Maroš Šefčovič                                                       | Sans parti                             |
| Environnement                                                                              | Slovénie           |             | Janez Potočnik                                                       | Démocratie libérale slovène            |
| Vice-président Affaires économiques et monétaires                                          | Finlande           |             | Olli Rehn Jyrki Katainen (à partir du 16 juillet 2014)               | Parti du centre                        |
| Développement                                                                              | Lettonie           |             | Andris Piebalgs                                                      | Voie lettonne                          |
| Vice-président Marché intérieur et Services                                                | France             |             | Michel Barnier                                                       | Union pour un mouvement populaire      |
| Éducation, Culture, Multilinguisme et Jeunesse                                             | Chypre             |             | Androulla Vassiliou                                                  | Démocrates unis                        |
| Fiscalité, Union douanière, Audit et Lutte anti-fraude                                     | Lituanie           |             | Algirdas Šemeta                                                      | Sans parti                             |
| Commerce                                                                                   | Belgique           |             | Karel De Gucht                                                       | Libéraux et démocrates flamands        |
| Santé et Politique des consommateurs Santé (à partir du 1er juillet 2013)                  | Malte              |             | John Dalli (jusqu'au 16 octobre 2012) Tonio Borg                     | Parti nationaliste                     |
| Politique des consommateurs                                                                | Croatie            |             | Neven Mimica (à partir du 1er juillet 2013)                          | Parti social-démocrate de Croatie      |
| Recherche, Innovation et Science                                                           | Irlande            |             | Máire Geoghegan-Quinn                                                | Fianna Fáil                            |
| Programmation financière et Budget                                                         | Pologne            |             | Janusz Lewandowski Jacek Dominik (à partir du 16 juillet 2014)       | Plate-forme civique                    |
| Affaires maritimes et Pêche                                                                | Grèce              |             | María Damanáki                                                       | Mouvement socialiste panhellénique     |
| Coopération internationale, Aide humanitaire et Réaction aux crises                        | Bulgarie           |             | Kristalina Gueorguieva                                               | Sans parti                             |
| Vice-président Énergie                                                                     | Allemagne          |             | Günther Oettinger                                                    | Union chrétienne-démocrate d'Allemagne |
| Politique régionale                                                                        | Autriche           |             | Johannes Hahn                                                        | Parti populaire autrichien             |
| Action pour le climat                                                                      | Danemark           |             | Connie Hedegaard                                                     | Parti populaire conservateur           |
| Élargissement et Politique européenne de voisinage                                         | République tchèque |             | Štefan Füle                                                          | Sans parti                             |
| Emploi, Affaires sociales et Insertion                                                     | Hongrie            |             | László Andor                                                         | Parti socialiste hongrois              |
| Affaires intérieures                                                                       | Suède              |             | Cecilia Malmström                                                    | Parti du peuple - Les Libéraux         |
| Agriculture et Développement rural                                                         | Roumanie           |             | Dacian Cioloș                                                        | Sans parti                             |

### Affiliation politique
| Affiliation politique européenne | Affiliation politique européenne                        | Nombre de commissaires |
| -------------------------------- | ------------------------------------------------------- | ---------------------- |
|                                  | Parti populaire européen Démocrates européens           | 9 commissaires         |
|                                  | Parti européen des libéraux, démocrates et réformateurs | 9 commissaires         |
|                                  | Parti socialiste européen                               | 5 commissaires         |
|                                  | Sans étiquette                                          | 5 commissaires         |

## Postérité
Neuf membres de la commission Barroso II rejoignent le secteur privé moins d'un an après leur départ de l'exécutif européen. En effet, selon l'article 339 du TFUE, la divulgation d'information concernant leurs activités à la Commission est interdite, même après que celles-ci ont pris fin. Au-delà de 18 mois après la fin de leur fonction, et dès lors qu'ils n’enfreignent pas cette règle, les anciens commissaires ne sont plus tenus de « rendre des comptes à la Commission » et peuvent poursuivre de nouveau une carrière professionnelle ou politique.

## Sources

## Compléments